# Hero Inlet
Das Hero Inlet ist eine schmale Bucht an der Südwestküste der Anvers-Insel im westantarktischen Palmer-Archipel. Sie wird von den Landspitzen Gamage Point und Bonaparte Point begrenzt.
Das Advisory Committee on Antarctic Names benannte die Bucht 1970 nach dem Forschungsschiff RV Hero, das seit Ende der 1960er Jahre die Palmer-Station auf dem Gamage Point versorgte.